# Тласольтеотль

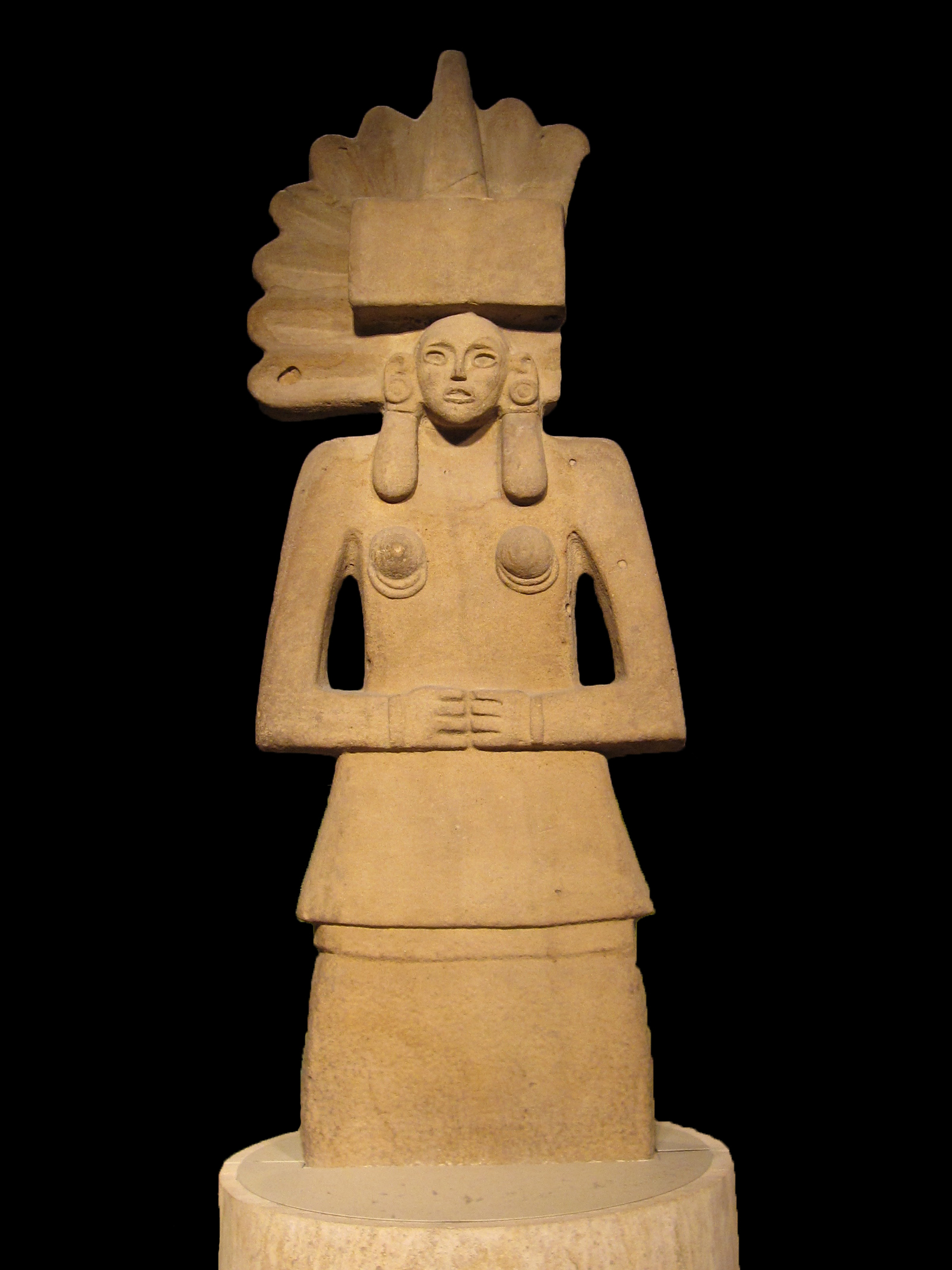

Тласольтеотль (Tlazolteotl) — представниця ацтекського пантеону, богиня землі й плодючості, очищення паровою лазнею, акушерок, плотського кохання і сексуальності, хтивості, перелюбників. Ім'я з науатль перекладається як «Пожирачка бруду (інший варіант перекладу — нечистот)». Інші імена Тлаелькуані («Та, хто їсть бруд»), Тласольмікуіцтлі («Смерть, викликана спрагою»), Ішкуінан (Та, що у двох особах), Точі («Наша бабця»). Головує у 13 трецені (1 Землетрус — 13 Вода).

## Опис
Її кольором була вохра. На голові носила масивний капелюх з 2 веретенами, з пір'ям перепілки. Одяг мала з бавовни, що не закривав грудей. Зображувалася з екскрементами навколо рота й носа, що символізувало нечистоти або бруд. У руках тримала помело чи мітлу з очерету. У носі була вставка у вигляді півмісяця. На шиї носила коралову змію або криваву мотузку. Могла поставати у вигляді вагітної жінки або з накидкою з людської шкіри.

## У міфах
На думку дослідників, спочатку була богинею у ацтеків (узбережжя Мексиканської затоки) та тольтеків. Деякий час була головною богинею нарівні з Тецкатліпокою. Мала одне з імен — «Матір богів». Людина повинна була хоча б раз сповідуватися перед цією богинею.
Була матір'ю бога Чентеотля, бога маїсу, що збігалося з уявленням ацтеків її як богині землі та плодючості.
Виступає у міфах у двох образах: бруду та гріха й очищення від нього, лікування від венеричних хвороб. З одного боку, була богинею плотського кохання, з другого — карала хворобою людей, якщо вони віддавалися забороненому коханню. Вона пожирає усі гріхи з душі того, хто помирає.

## Культ
Велике шанування цієї богині відбувалося на святі Очпаніцтлі («Підмітати»), яке тривало з 2 по 21 вересня. Воно збігалося з зеноном збирання врожаю. Окрім святкових ритуалів, військових церемоній і танців, у цей час ацтеки займалися прибиранням у власних будинках, палацах, храмах, ремонтували шляхи та пошкоджені оселі тощо. У дні свята приносили в жертву дівчину, з якої потім здирали шкіру. 
Ацтекські повії вважали цю богиню своєю покровителькою, тому фарбували губи в чорний колір. У часи святкування днів або трецени Тласольтеотлі надавали свої послуги безкоштовно.
Під час посухи приносили в жертву богині чоловіка.